# Халили, Анастасия Алексеевна
Анастасия Алексеевна Халили (в девичестве — Гореева; род. 27 августа 1999, Павловский Посад, Московская область) — российская биатлонистка. Неоднократная чемпионка мира и Европы среди юниоров. Мастер спорта России международного класса.

## Биография
Занималась биатлоном с 2008 года. Воспитанница лыжного клуба Наседкинa и СШОР «Истина», также занимается в Центре спортивной подготовки по олимпийским видам спорта Московской области, тренер — Баскаков Александр Владимирович. На внутренних соревнованиях представляет Московскую область.

### Юниорская карьера
Неоднократно становилась победительницей и призёром всероссийских отборочных соревнований.
В международных соревнованиях высокого уровня впервые приняла участие на чемпионате мира среди юниоров 2017 года в Осрблье, выступала в категории до 19 лет. В составе сборной России стала чемпионкой мира в эстафете, а в личных дисциплинах была 13-й в индивидуальной гонке, 12-й — в спринте и восьмой — в гонке преследования. На следующем чемпионате мира, в 2018 году в Отепя также выступала среди 19-летних, стала золотой медалисткой в пасьюте, а также завоевала бронзу в индивидуальной гонке и была четвёртой в спринте и эстафете.
На юниорском чемпионате Европы 2019 года в Шушёэне среди 21-летних стала победительницей в смешанной эстафете, а в личных дисциплинах дважды финишировала в топ-10. На летнем чемпионате мира среди юниоров 2019 года в Раубичах завоевала две медали — бронзу в спринте и серебро — в гонке преследования. На юниорском чемпионате мира 2020 года в Ленцерхайде завоевала серебро в эстафете, стала 10-й в спринте и 18-й — в индивидуальной гонке. На юниорском чемпионате Европы 2020 года в Хохфильцене заняла 12-е место в индивидуальной гонке и 43-е — в спринте.
В сезонах 2017/18, 2018/19 и 2019/20 выступала на юниорском Кубке IBU. Победительница этапа в Шушёэн в марте 2019 года в спринте.

### Взрослая карьера
В ноябре 2019 года дебютировала в Кубке IBU на этапе в Шушёэне. В первой же гонке набрала очки, заняв 39-е место в спринте.
В ноябре 2020 года провела свой первый старт на Кубке мира, в индивидуальной гонке на этапе в Контиолахти, где финишировала 56-й.
По итогам сезона 2022/2023 стала обладательницей Кубка России.
Учится в Московской государственной академии физической культуры и спорта.

### Личная жизнь
1 августа 2024 года вышла замуж за российского биатлониста Карима Халили.